# Marion Chesney
Marion Gibson, nata McChesney (Glasgow, 10 giugno 1936 – 30 dicembre 2019), è stata una scrittrice britannica di romanzi sia rosa che gialli, fin dal 1979.
Scrisse moltissimi romanzi storici di successo usando il suo nome da nubile Marion Chesney; tra questi le serie "Travelling Matchmaker" e "Daughters of Mannerling". Con lo pseudonimo di M. C. Beaton firmò numerosi gialli popolari, in particolare le saghe thriller di Agatha Raisin e Hamish Macbeth. Utilizzò anche parecchi pseudonimi: Ann Fairfax, Jennie Tremaine, Helen Crampton, Charlotte Ward, e Sarah Chester.
Tra i libri pubblicati come Marion Chesney c'è la serie gialla ambientata in Epoca edoardiana con protagonisti Lady Rose Summer, un'affascinante debuttante con un forte spirito d'indipendenza, e il capitano Harry Cathcart, un nobile decaduto. In una delle ultime interviste dichiarò di aver interrotto questa serie a causa del notevole impegno richiesto da quelle di Hamish Macbeth e Agatha Raisin.

## Biografia
Marion McChesney nacque nel 1936 a Glasgow, Scozia. Da giovane lavorò come addetta agli acquisti in una libreria di Glasgow, poi fu critica teatrale, giornalista e editor. Sposò Harry Scott Gibbons, un corrispondente dal Medio Oriente, e con lui generò un figlio, Charles. Visse anche negli USA, ma negli ultimi anni si divideva tra un cottage nei Cotswolds e Parigi.

## Opere

### Come Ann Fairfax

#### Racconti singoli
- My Dear Duchess (1979)
- Henrietta (1979)
- Annabelle (1980)
- Penelope (1982)

### Come Jennie Tremaine

#### Racconti singoli
- Kitty (1979)
- Daisy (1980)
- Lucy (1980)
- Polly (1980)
- Molly (1980)
- Ginny (1980)
- Tilly (1980)
- Susie (1981)
- Poppy (1982)
- Sally (1982)
- Maggie (1984)
- Lady Anne's Deception (1986)

### Come Helen Crampton

#### Racconti singoli
- The Marquis Takes a Bride (1980)
- Marriage a la Mode (1980)
- The Highland Countess (1981)

### Come Marion Chesney

#### Romanzi singoli
- Regency Gold (1980)
- Lady Margery's Intrigue (1980)
- The Constant Companion (1980)
- Quadrille (1981)
- My Lords, Ladies and Marjorie (1981)
- The Ghost and Lady Alice (1982)
- Love and Lady Lovelace (1982)
- Duke's Diamonds (1982)
- The Flirt (1985)
- At The Sign of the Golden Pineapple (1987)
- Miss Davenport's Christmas (1993)
- The Chocolate Debutante (1998)

#### Westerby
1. The Westerby Inheritance (1982)
2. The Westerby Sisters (1982)

#### The Six Sisters
1. Minerva (1983)
2. The Taming of Annabelle (1983)
3. Deirdre and Desire (1984)
4. Daphne (1984)
5. Diana the Huntress (1985)
6. Frederica in Fashion (1985)

#### Serie 67 Clarges Street (A House for the Season Series)
(pubblicati in Italia dalla casa editrice Astoria a nome M.C. Beaton)
1. L’avaro di Mayfair (The Miser of Mayfair, 1986)
2. Jane la bruttina (Plain Jane, 1986)
3. La perfida madrina (The Wicked Godmother, 1987)
4. La carriera di un libertino (Rake's Progress, 1987)
5. L'avventuriera (The Adventuress, 1987)
6. La vendetta di Rainbird (Rainbird's Revenge, 1988)

#### The School for Manners
1. Refining Felicity (1988)
2. Perfecting Fiona (1989)
3. Enlightening Delilah (1989)
4. Finessing Clarissa (1989)
5. Animating Maria (1990)
6. Marrying Harriet (1990)

#### Waverley Women
1. The First Rebellion (1989)
2. Silken Bonds (1989)
3. The Love Match (1989)

#### The Travelling Matchmaker
1. Emily Goes to Exeter (1990)
2. Belinda Goes to Bath (1991)
3. Penelope Goes to Portsmouth (1991)
4. Beatrice Goes to Brighton (1991)
5. Deborah Goes to Dover (1992)
6. Yvonne Goes to York (1992)

#### Poor relation
1. Lady Fortescue Steps Out (1993)
2. Miss Tonks Turns to Crime (1993) aka Miss Tonks Takes a Risk
3. Mrs. Budley Falls From Grace (1993)
4. Sir Philip's Folly (1993)
5. Colonel Sandhurst to the Rescue (1994)
6. Back in Society (1994)

#### The Daughters of Mannerling
1. The Banishment (1995)
2. The Intrigue (1995)
3. The Deception (1996)
4. The Folly (1996)
5. The Romance (1997)
6. The Homecoming (1997)

#### Edwardian Murder Mystery
1. Snobbery with Violence (2003)
2. Hasty Death (2004)
3. Sick of Shadows (2005)
4. Our Lady of Pain (2006)

Template:Multicol-break

### Come Charlotte Ward

#### Racconti singoli
- The Westerby Inheritance (1982)

### Come M. C. Beaton

#### Serie di Hamish Macbeth
1. Death of a Gossip (1985)
2. Death of a Cad (1987)
3. Death of an Outsider (1988)
4. Morte di una moglie perfetta (Astoria, 23 marzo 2017) (Death of a Perfect Wife, 1989)
5. Morte di una sgualdrina (Astoria, 6 luglio 2017) (Death of a Hussy, 1991)
6. Morte di una snob (Astoria, 8 febbraio 2018) (Death of a Snob, 1992)
7. Morte di un burlone (Astoria, 5 luglio 2018) (Death of a Prankster, 1992)
8. Morte di un'ingorda (Astoria, 28 marzo 2019) (Death of a Glutton, 1993)
9. Morte di un nomade (Astoria, 26 settembre 2019) (Death of a Travelling Man, 1993)
10. Morte di un seduttore (Astoria, 14 maggio 2020) (Death of a Charming Man, 1994)
11. Morte di un guastafeste (Astoria, 3 settembre 2020) (Death of a Nag, 1995)
12. Morte di un macho (Astoria, 24 giugno 2021) (Death of a Macho Man,1996)
13. Morte di un dentista (Astoria, 14 ottobre 2021) (Death of a Dentist, 1997)
14. Morte di uno sceneggiatore (Astoria, 7 aprile 2022) (Death of a Scriptwriter, 1998)
15. Morte di un tossicomane (Astoria, 26 agosto 2022) (Death of an Addict ,1999)
16. A Highland Christmas (1999)
17. Morte di uno spazzino (Astoria, 17 marzo 2023) (Death of a Dustman, 2001)
18. Il prezzo della gloria (Astoria, 14 giugno 2024) (Death of a Celebrity, 2002)
19. Piccoli crimini tra vicini (Astoria, 14 febbraio 2025) (Death of a Village, 2003)
20. Death of a Poison Pen (2004)
21. Death of a Bore (2005)
22. Death of a Dreamer (2006)
23. Death of a Maid (2007)
24. Death of a Gentle Lady (2008)
25. Death of a Witch (2009)
26. Death of a Valentine (2010)
27. Death of a Sweep (2011)
28. Death of a Kingfisher (2012)
29. Death of Yesterday (2013)

#### Serie di Agatha Raisin
1. Agatha Raisin e la quiche letale (Agatha Raisin and the Quiche of Death, 1992)
2. Agatha Raisin e il veterinario crudele (Agatha Raisin and the Vicious Vet, 1993)
3. Agatha Raisin e la giardiniera invasata (Agatha Raisin and the Potted Gardener, 1994)
4. Agatha Raisin e i camminatori di Dembley (Agatha Raisin and the Walkers of Dembley, 1995)
5. Agatha Raisin e il matrimonio assassino (Agatha Raisin and the Murderous Marriage, 1996)
6. Agatha Raisin e la turista terribile (Agatha Raisin and the Terrible Tourist, 1997)
7. Agatha Raisin e la sorgente della Morte (Agatha Raisin and the Wellspring of Death, 1998)
8. Agatha Raisin e il mago di Evesham (Agatha Raisin and the Wizard of Evesham, 1999)
9. Agatha Raisin e la strega di Wyckhadden (Agatha Raisin and the Witch of Wyckhadden, 1999)
10. Agatha Raisin e le fate di Fryfam (Agatha Raisin and the Fairies of Fryfam, 2000)
11. Agatha Raisin e l'amore infernale (Agatha Raisin and the Love from Hell, 2001)
12. Agatha Raisin e i giorni del diluvio (Agatha Raisin and the Day the Floods Came, 2002)
13. Agatha Raisin e il caso del curioso curato (Agatha Raisin and the Case of the Curious Curate, 2003)
14. Agatha Raisin e la casa infestata (Agatha Raisin and the Haunted House, 2003)
15. Agatha Raisin e il ballo mortale (Agatha Raisin and the Deadly Dance, 2004)
16. Agatha Raisin e il modello di virtù (Agatha Raisin and the Perfect Paragon, 2005)
17. Agatha Raisin: amore, bugie e liquori (Love, Lies and Liquor: An Agatha Raisin mystery, 2006)
18. Agatha Raisin: Natale addio! (Kissing Christmas Goodbye: An Agatha Raisin mystery, 2007)
19. Agatha Raisin e una cucchiaiata di veleno (Agatha Raisin and a Spoonful of Poison, 2008)
20. Agatha Raisin: arriva la sposa (Agatha Raisin: There Goes the Bride, 2009)
21. Agatha Raisin e l'insopportabile ficcanaso (Agatha Raisin and the Busy Body, 2010)
22. Agatha Raisin: il maiale allo spiedo (Agatha Raisin: As the Pig Turns, 2011)
23. Agatha Raisin: Sibili e sussurri (Hiss and Hers, 2012)
24. Agatha Raisin: Il prestito fatale (Something Borrowed, Someone Dead, 2013)
25. Agatha Raisin: Panico in sala (The Blood of an Englishman, 2014)
26. Agatha Raisin: La psicologa impicciona (Dishing the Dirt, 2015)
27. Agatha Raisin: Morti e sepolti (Agatha Raisin: Pushing up daisies, 2016)
28. Agatha Raisin: L'albero delle streghe (Agatha Raisin: The Witches' Tree, 2017)
29. Agatha Raisin: Campane a morto (Agatha Raisin: The Dead Ringer, 2018)
30. Agatha Raisin: L'innocenza dell'asino (Agatha Raisin: Beating about the bush, 2019)
31. Agatha Raisin: Corsa a ostacoli (Hot to Trot, 2020)
32. Agatha Raisin: Tutto d'un fiato (Down the hatch, 2021)
33. Agatha Raisin: Le delizie del diavolo (Devil's Delight – An Agatha Raisin Mystery, 2022)
34. Agatha Raisin: La freccia funesta (Dead on target – An Agatha Raisin Mystery, 2023)

Sono anche stati pubblicati i racconti Agatha Raisin: indovina chi viene a cena (Agatha Raisin and the Christmas Crumble, 2012),  Hell's Bells, 2013), Il primo caso di Agatha Raisin  (Agatha's First Case, 2015), e il The Agatha Raisin Companion, 2010) con l'introduzione di M.C.Beaton.

#### Racconti singoli
- The Skeleton in the Closet (2001)
- The Education of Miss Paterson (2014)
- Ms. Davenport's Christmas (2014)

### Come Sarah Chester

#### Racconti singoli
- Dancing on the Wind (1988)